# 聯盟足球會 (薩爾瓦多)
聯盟FC（西班牙語：Alianza FC），常稱「圣薩爾瓦多聯盟」，是一家位於薩爾瓦多聖薩爾瓦多的職業足球俱樂部。成立於 1958 年，並在 1966 和 1967 薩爾瓦多賽季贏得了首個冠軍。更重要的是，球隊是1967年第一支贏得中北美洲及加勒比海冠軍盃冠軍的中美洲和薩爾瓦多俱樂部，也是目前僅有的三支獲得此殊榮的薩爾瓦多球隊之一。

## 歷史
球會自成立以來一直被稱為Atlético Constancia，儘管其財務狀況較小，但他們在 1958 年進入了 Liga de Ascenso（第二級別聯賽）的決賽。在兩場系列賽中以2-0輸給了鹰隊(Águila)。然而，俱樂部以犧牲曾經市政隊的代價購買了甲級聯賽的一個席位，隨後，秘魯商人阿克塞爾·霍赫科普勒 (Axel Hochkoeppler)將其名稱更改為Alianza InterContinental（受到Alianza Lima名稱的影響，他是這支球隊的粉絲），1963 年，由於創始人 Industrias La Constancia 和他管理的洲際酒店這兩家公司的聯合。到 1965 年，它更名為現在的名稱聯盟足球會(Alianza Fútbol Club)。此外，根據國際足球歷史與統計聯合會(IFFHS)的統計，聯盟足球俱樂部以 83.00 分的總分在 20 世紀中北美洲及加勒比海足球俱樂部歷史最佳球隊中排名第 9，超過了美洲俱樂部。聯盟首次連續奪冠是在 1965-1966 年球季。